# Кожино
Кожино је насељено место у саставу града Задра у Задарској жупанији, Република Хрватска.

## Историја
До територијалне реорганизације у Хрватској налазило се у саставу старе општине Задар.

## Становништво
На попису становништва 2011. године, Кожино је имало 815 становника.

## Попис 1991.
На попису становништва 1991. године, насељено место Кожино је имало 498 становника, следећег националног састава:
| Попис 1991.‍  | Попис 1991.‍  | Попис 1991.‍ | Попис 1991.‍ | Попис 1991.‍ |
| ------------ | ------------ | ----------- | ----------- | ----------- |
|              |              |             |             |             |
| Хрвати       | Хрвати       |             | 491         | 98,59%      |
| Срби         | Срби         |             | 3           | 0,60%       |
| Албанци      | Албанци      |             | 1           | 0,20%       |
| Словенци     | Словенци     |             | 1           | 0,20%       |
| неопредељени | неопредељени |             | 1           | 0,20%       |
| непознато    | непознато    |             | 1           | 0,20%       |
| укупно: 498  |              |             |             |             |